# Relikwiarz Tamamushi
Relikwiarz Tamamushi (jap. 玉虫厨子 Tamamushi no zushi) – datowany na VII wiek relikwiarz buddyjski, znajdujący się w zbiorach świątyni Hōryū-ji w prefekturze Nara w Japonii.

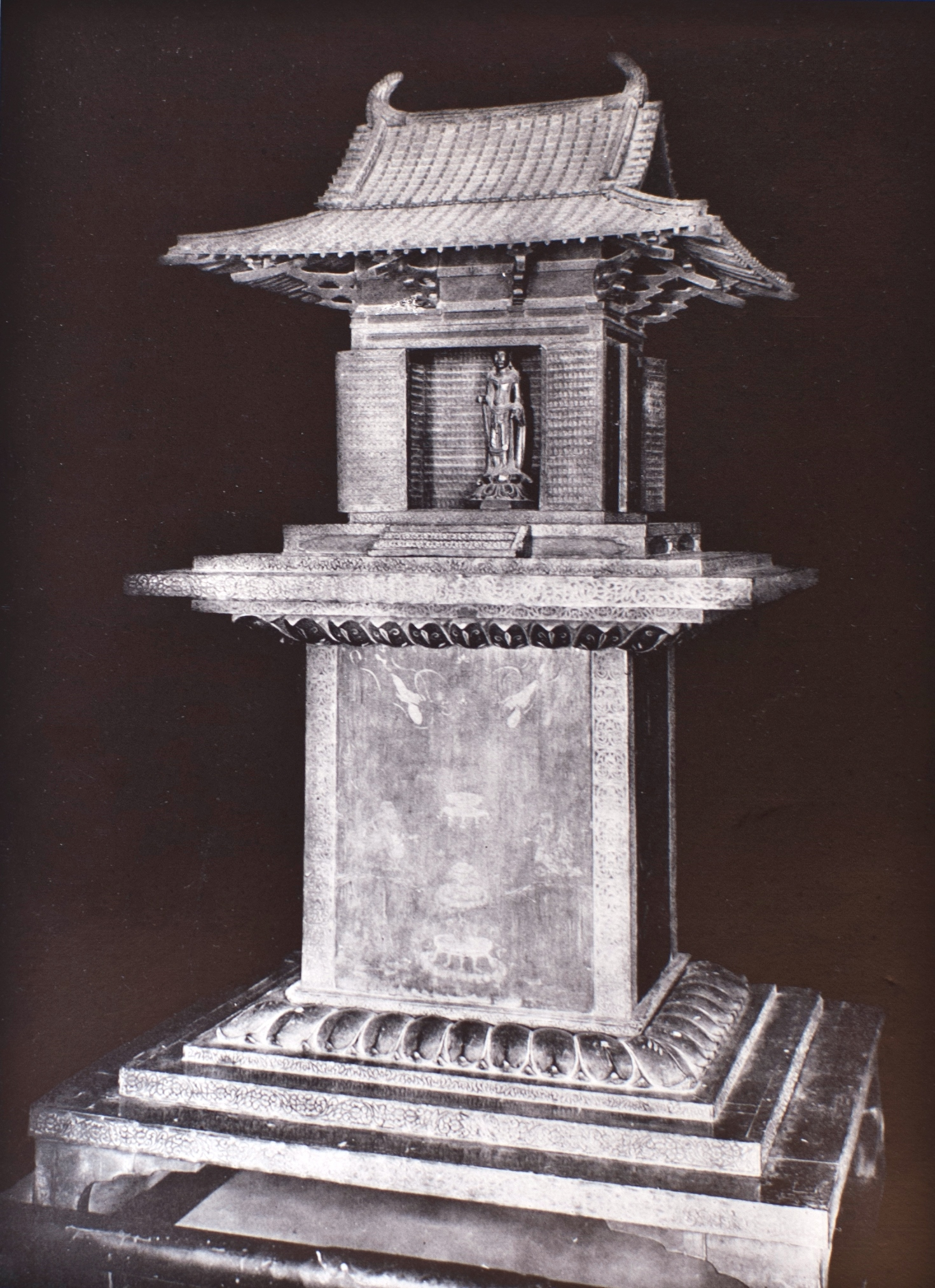
Zdjęcie relikwiarza

Mający kształt małej świątynki relikwiarz mierzy 2,4 m wysokości. Wykonano go z drewna powleczonego czarną laką. Przypuszczalnie nigdy nie był przerabiany, dzięki czemu stanowi unikatowe źródło historyczne dla poznania japońskiej sztuki okresu Asuka. Nazwa relikwiarza oznacza dosłownie „Relikwiarz z Klejnotami-Chrząszczami” i pochodzi od techniki zdobniczej, którą wykonano okucia krańców podstawy i kantów dachu – pod ażurowo wycięte elementy metalowe użyto jako podkładu błyszczące pokrywy skrzydłowe chrząszczy.
Ściany relikwiarza pokryte zostały malowidłami, wykonanymi farbami olejnymi powstałymi ze zmieszania soku drzewa lakowego z klejem i barwnikami. Obrazki, wykonane czterema kolorami: żółtym, zielonym, czerwonym i brązowym, przedstawiają bodhisattwów, niebiańskich strażników i epizody z poprzednich wcieleń Buddy.